# Papa to Musume no Nanokakan
Papa to Musume no Nanokakan es una serie de televisión japonesa emitida en la TBS. Estrenada en verano de 2007, la serie fue emitida los domingos a las 21.00 horas. Fue alabada por las críticas debido a las grandes actuaciones de sus dos protagonistas: Hiroshi Tachi y Yui Aragaki

## La serie
Esta comedia narra la historia de Kyoichiro (Hiroshi Tachi) y su hija adolescente Koume (Yui Aragaki). Un día, mientras viajan en tren tras una visita a la suegra de Kyoichiro, éste ve la oportunidad de intentar llevarse algo mejor con su hija, pero, en lugar de eso, una fuerza misteriosa provoca que Kyoichiro y Koume intercambien sus cuerpos. No tienen más remedio que proseguir sus vidas tal y como se encuentran, teniendo el uno que acudir a la escuela, y ella ir a trabajar.

### Episodios
|       | Nombre del episodio                                                    | Traducción                                                                                               | Fecha de emisión     | Índices |
| ----- | ---------------------------------------------------------------------- | --- | -------------------- | ------- |
| Ep. 1 | マジ!?パパがあたしで、あたしがパパで―                                  | ¿¡En serio!? Papá es yo y yo soy papá                                                                    | 1 de julio de 2007   | 14.0%   |
| Ep. 2 | パパのせいで失恋!? ムスメのせいでリストラ!?                            | ¿¡Estamos perdidos!? ¿¡Papá ha sido despedido!?                                                          | 8 de julio de 2007   | 12.8%   |
| Ep. 3 | ムスメのせいで夫婦の危機!?                                             | ¿¡He fallado!?                                                                                           | 15 de julio de 2007  | 13.1%   |
| Ep. 4 | 決戦!ムスメの御前会議!!                                                | ¡¡Enfrentamiento en mi Consejo Imperial!!                                                                | 22 de julio de 2007  | 14.1%   |
| Ep. 5 | 「だって、あたし、小梅なんだもん!」 もう戻りたい7日目!嵐の告白!3者面談 | ¡Soy Koume! ¡Quiero volver atrás, es el 7º día! ¡La tormentosa confesión! ¡La reunión de 3 personas!     | 8 de agosto de 2007  | 16.7%   |
| Ep. 6 | 「これで、もとに戻れる!!…かも?」 伝説の桃の秘密                        | ¡Así que podremos volver a nosotros mismos!... ¿Quizás? El secreto detrás de los melocotones legendarios | 12 de agosto de 2007 | 11.9%   |
| Ep. 7 | 「パパ、ありがとう…」―7日間の秘密!                                     | Gracias papá... El secreto de los 7 días                                                                 | 19 de agosto de 2007 | 14.5%   |